# オロモウツの和約

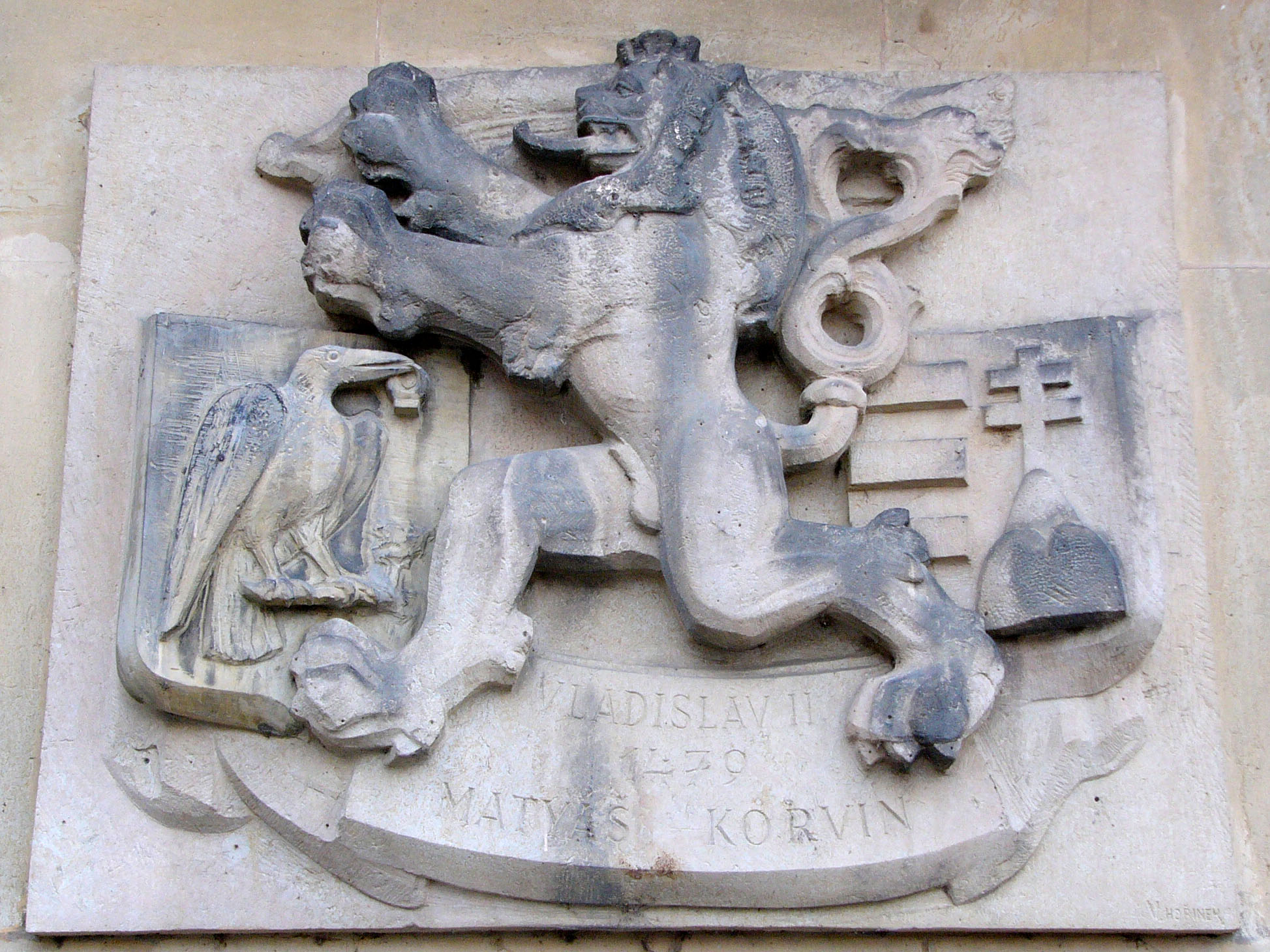
マーチャーシュ1世とヴラジスラフ・ヤゲロンスキーのオロモウツの和約に関する刻板。オロモウツにて。

オロモウツの和約（オロモウツのわやく）は、1479年2月2日にハンガリー王マーチャーシュ1世とボヘミア王ヴラジスラフ・ヤゲロンスキーの間で締結された平和条約。1479年7月21日、オロモウツの祝祭の最中に批准され、これによりボヘミア・ハンガリー戦争が終結した。条約は1478年3月に起草され、同年9月20日にマーチャーシュ1世によって修正されたブルノ条約の条項が全て批准された。この条約により、ヴラジスラフ・ヤゲロンスキーはマーチャーシュ1世にモラヴィア、シレージア、ルチツェを割譲、ただしマーチャーシュ1世の死後には40万フォリントで買い戻せるとした。2人とも「ボヘミア王」の称号の使用を許可されたが、相手をボヘミア王と呼ぶ義務はマーチャーシュ1世にのみ課された。